# Vladimír Přibský
Vladimír Přibský, vlastním jménem Vladimír Řezáč (20. ledna 1932 Přibyslav – 9. listopadu 2023), byl český žurnalista, editor, spisovatel a dramatik.

## Život
Vladimír Přibský byl synem JUDr. Vladimíra Řezáče (1893–1956), notáře a čelného funkcionáře vysokoškolských a sportovních spolků (po roce 1918 byl např. předsedou Československého fotbalového svazu).
Vladimír Přibský vystudoval gymnázium v Roudnici nad Labem, po maturitě se hlásil na Právnickou fakultu Univerzity Karlovy v Praze, ale nebyl přijat. Pracoval jako skladník, úředník a rekvizitář. Po roce studia dramaturgie na DAMU se stal pomocným rekvizitářem v Armádním uměleckém divadle na Vinohradech; od roku 1953 studoval historii, prvním rokem na Fakultě společenských věd Vysoké školy politických a hospodářských věd, poté na Filozofické fakultě Karlovy univerzity v Praze; po promoci byl osvětovým pracovníkem v Hradci Králové a ve Znojmě, následně působil jako redaktor Mladého světa.
Od roku 1961 byl ve svobodném povolání, ale příležitostně vykonával různá krátkodobá zaměstnání. V roce 1964 působil v Československém rozhlase, v letech 1967–1968 byl redaktorem nakladatelství Svoboda, v roce 1970 krátce působil jako dramaturg v Československém filmu.
Pro svou literární práci užíval pseudonym, který odkazuje k jeho rodnému městu. Některé z jeho prací byly publikovány také pod pseudonymem A. D. Regner. Je autorem prózy se společenskou a detektivní tematikou, rozhlasových her a scénářů televizních inscenací; po roce 1989 se začal věnovat především románům a novelám s historickou tematikou.
Kratší texty, převážně povídky, publikoval i časopisecky, vyšly např. v Dikobrazu, Světě v obrazech, Mladé frontě, Květnu, Novém životě, Hostu do domu, Červeném květu, Plamenu a Literárních novinách.
V roce 1989 patřil k iniciátorům vzniku spisovatelské organizace Klub 89, léta 1995 byl zvolen jejím místopředsedou a roku 1996 se stal šéfredaktorem jejího čtvrtletníku Česká povídka.

## Výběr z díla

### Povídkové soubory
- Celý den do konce týdne (1960)
- Jiné léto (1963)
- Barvy našich nocí (1971)
- Něžná probuzení (1980)
- Můj zcela nevhodný kamarád (1980)

### Novely, romány
- Známost s Eliškou (1963)
- Čaj pro návštěvu (1966)
- Útěk z místa činu (1970)
- My podezřelí (1972)
- Vzplanutí (1974)
- Podezřelý je Kamil (1975)
- Případ bez podezřelých (1976)
- Zítra přijdu naposled (1978)
- Jeho žena, její muž (1982)
- Komisař Bambus a fantóm banky (1986)
- Bratři ohnivého srdce (1990)
- Slečny z kavárny Corso (2000)
- Její počestné Veličenstvo císařovna (2007)
- Záhadný úsměv Polyxeny z Lobkovic (2010)
- Skandál století (2016)

### Scénáře k televizním inscenacím
- Tancovačka (1964, režie Jiří Bělka)
- Cestující se připraví k odletu (1973, režie Oldřich Kosek)
- Vztek (1974, režie Jaroslav Hužera, podle románu Vzplanutí)
- Nástup možný ihned (1974, režie Oldřich Kosek)

### Rozhlasové hry
- Arbitráž od dvou (1964, podle prózy ze souboru Jiné léto)
- Čisté víno (1967)
- Pátá zeď (1971, podle prózy ze souboru Jiné léto)
- Hovor před jednadvacátou (1972)
- Kde hledat bratrance (1983)
- V pátek jí to řeknu (1987)